# 沃代尼鄉 (布勒伊拉縣)

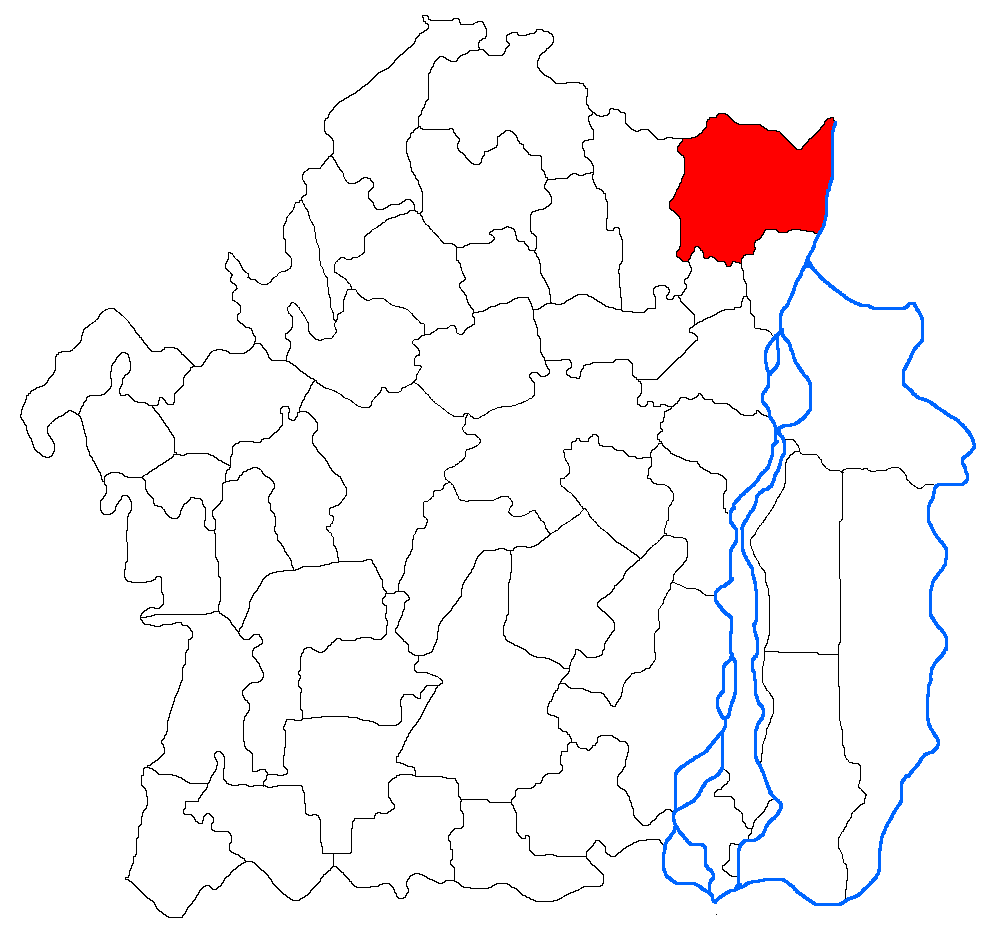
布勒伊拉县的沃代尼乡

45°22′N 27°55′E / 45.367°N 27.917°E
沃代尼鄉（羅馬尼亞語：Comuna Vădeni, Brăila），是羅馬尼亞的鄉份，位於該國東南部，由布勒伊拉縣負責管轄，面積159平方公里，海拔高度5米，2007年人口4,235，人口密度每平方公里27人。